# 1788–1789年アメリカ合衆国上院議員選挙
1788–1789年アメリカ合衆国上院議員選挙（1788–1789ねんアメリカがっしゅうこくじょういんぎいんせんきょ、英語: 1788–1789 United States Senate elections）は、1788年から1789年にかけて行われたアメリカ合衆国の連邦議会（上院）議員の選挙である。

## 概要
アメリカ合衆国憲法の公布により設置された上院の最初の選挙である。
独立した13州のうち、合衆国憲法に批准した11州において選挙が実施された。1788年9月30日にペンシルベニア州で選出してから、1789年1月22日にサウスカロライナ州で選出されるまで10州が上院議員を選出した。
選挙を実施した11州の中で、ニューヨーク州は連邦議会召集までに上院議員を選出できなかった。また憲法批准が遅れたノースカロライナ州およびロードアイランド州は、連邦議会召集後に上院議員を選出した。
当時のアメリカでは、まだ組織化された政党が形成されておらず、大統領に選出されたジョージ・ワシントンを支持する「親政府グループ」と距離がある「反行政党」（政党ではない）の2大派閥に分かれていた。1789年3月4日に第1回議会が始まる前に選出された最初の20人の上院議員のうち、13人が親行政グループだった。

## 選挙データ

### 大統領
- 未選出

### 投票日
| 1788年 | 9月30日  | ペンシルベニア州     |
| 1788年 | 10月16日 | コネチカット州       |
| 1788年 | 10月25日 | デラウェア州         |
| 1788年 | 11月8日  | バージニア州         |
| 1788年 | 11月12日 | ニューハンプシャー州 |
| 1788年 | 11月24日 | マサチューセッツ州   |
| 1788年 | 11月25日 | ニュージャージー州   |
| 1788年 | 12月10日 | メリーランド州       |
| 1789年 | 1月17日  | ジョージア州         |
| 1789年 | 1月22日  | サウスカロライナ州   |

### 改選数
- 22

ノースカロライナ州とロードアイランド州は、第1議会召集日までに憲法に批准できなかった。
ニューヨーク州は、憲法に批准したものの、第1議会召集日までに上院議員選挙法を成立できなかった。

### 選挙制度
- 州議会による選出

### 同日執行の選挙
国政選挙
- 1789年アメリカ合衆国大統領選挙
- 1788-1789年アメリカ合衆国下院議員選挙

## 選挙結果

### 党派別獲得議席
|      |                |           |
| 党派 | 党派           | 獲得 議席 |
|      | 親行政グループ | 13        |
|      | 反行政党       | 7         |
|      | 欠員           | 2         |
| 総計 | 総計           | 22        |

## 議員

### 当選者
合衆国憲法第1条第3節第2項に基づき、無作為の抽選により上院議席を3つの部類（第1部：暫定2年の任期、第2部：暫定4年の任期、第3部：6年間の任期）に分類した。
| 州                   | 第1部                  | 第2部                      | 第3部                     |
| -------------------- | ---------------------- | -------------------------- | ------------------------- |
| コネチカット州       | オリバー・エルスワース |                            | ウィリアム・S・ジョンソン |
| デラウェア州         | ジョージ・リード       | リチャード・バセット       |                           |
| ジョージア州         |                        | ウィリアム・フュー         | ジェームズ・ガン          |
| メリーランド州       | チャールズ・キャロル   |                            | ジョン・ヘンリー          |
| マサチューセッツ州   | トリストラム・ダルトン | ケイレブ・ストロング       |                           |
| ニューハンプシャー州 |                        | ジョサイア・バートレット   | ジョン・ラングドン        |
| ニュージャージー州   | ジョナサン・エルマー   | ウィリアム・パターソン     |                           |
| ペンシルベニア州     | ウィリアム・マクレイ   |                            | ロバート・モリス          |
| サウスカロライナ州   |                        | ピアス・バトラー           | ラルフ・イザード          |
| バージニア州         | ウィリアム・グレイソン | リチャード・ヘンリー・リー |                           |
| ニューヨーク州       | （欠員）               |                            | （欠員）                  |

#### 特別選挙等
| 年   | 月日  | 選挙区               | 部 | 選出     | 当選者                         | 当選政党 | 欠員                     | 欠員政党 | 欠員事由         |
| ---- | ----- | -------------------- | -- | -------- | ------------------------------ | -------- | ------------------------ | -------- | ---------------- |
| 1789 | 1.3   | ニューハンプシャー州 | 2  | 再選挙   | ペイン・ウィンゲート           | 反行政   | ジョサイア・バートレット | 反行政   | 当選辞退         |
| 1789 | 7.25  | ニューヨーク州       | 3  | 通常選挙 | ルーファス・キング             | 親行政   | （欠員）                 | （欠員） | 議会未選出のため |
| 1789 | 7.27  | ニューヨーク州       | 1  | 通常選挙 | フィリップ・スカイラー         | 親行政   | （欠員）                 | （欠員） | 議会未選出のため |
| 1789 | 11.21 | ノースカロライナ州   | 2  | 通常選挙 | サミュエル・ジョンストン       | 親行政   | （欠員）                 | （欠員） | 憲法批准のため   |
| 1789 | 11.21 | ノースカロライナ州   | 3  | 通常選挙 | ベンジャミン・ホーキンス       | 親行政   | （欠員）                 | （欠員） | 憲法批准のため   |
| 1790 | 3.31  | バージニア州         | 1  | 臨時任命 | ジョン・ウォーカー             | 親行政   | ウィリアム・グレイソン   | 反行政   | 1790.3.12死去    |
| 1790 | 6.7   | ロードアイランド州   | 1  | 通常選挙 | セオドア・フォスター           | 親行政   | （欠員）                 | （欠員） | 憲法批准のため   |
| 1790 | 6.7   | ロードアイランド州   | 2  | 通常選挙 | ジョセフ・スタントン・ジュニア | 反行政   | （欠員）                 | （欠員） | 憲法批准のため   |
| 1790 | 11.9  | バージニア州         | 1  | 特別選挙 | ジェームズ・モンロー           | 反行政   | ジョン・ウォーカー       | 親行政   | 臨時議員         |
| 1790 | 11.23 | ニュージャージー州   | 2  | 特別選挙 | フィレモン・ディキンソン       | 親行政   | ウィリアム・パターソン   | 親行政   | 1790.11.13辞職   |